# Sangrado digestivo
Es cualquier sangrado que se origine en el Tracto Gastrointestinal.

## Clasificación
Con base en la anatomía se clasifican en:
1. Sangrado Digestivo Alto:  Se origina en cualquier punto desde la boca hasta la unión del duodeno con el yeyuno (ligamento de Treitz). Se estudia por medio de la esofagogastroduodenoscopia.
2. Sangrado Digestivo Bajo: Se origina en cualquier punto desde la tercera porción de duodeno hasta el ano.  Se estudia por medio de la colonoscopia, la rectosigmoidoscopia y en raras ocasiones con enteroscopia o cápsula endoscópica.

Algunos sangrados reciben otra denominación especial:
- Sangrado de origen oscuro:  Se origina en cualquier parte del tracto gastrointestinal. Luego de una esofagogastroduodenoscopia y una colonoscopia no se ha encontrado su causa. Requiere de estudios diagnósticos más especializados. En el momento en que se identifique la causa deja de aplicarse el término.

- Sangrado oculto: es el que ocurre a un ritmo tan lento que no es evidente para el paciente ni para el médico. Se detecta porque el paciente tiene anemia y los exámenes por sangre oculta en heces (guayacos) son positivos.

- Datos: Q6120069